# 올 어바웃 스티브
《올 어바웃 스티브》(영어: All About Steve)는 2009년 공개된 미국의 로맨틱 코미디 영화이다. 필 트레일이 감독하고 킴 바커가 각본을 썼다. 샌드라 불럭, 토마스 헤이든 처치, 브래들리 쿠퍼 등이 출연하였다.

## 출연
- 샌드라 불럭 - 메리 매그덜린 호러위츠 역
- 브래들리 쿠퍼 - 스티븐 "스티브" 밀러 역
- 토머스 헤이든 처치 - 하트먼 휴스 역
- 켄 정 - 앵거스 트랜 역
- DJ 퀄스 - 하워드 역
- 케이티 믹슨 - 엘리자베스 역
- 베스 그랜트 - 호러위츠 부인 역
- 하워드 헤스먼 - 호러위츠 씨 역
- M. C. 게이니 - 노먼 제임스 "놈" 더우드 역
- 루넬 - 시위자의 아내 역
- 조던 모리스 - 윈스턴, 시위자 역
- 키스 데이비드 - 대니 역[2]
- 홈즈 오즈번 - 솔러먼 역
- 제이슨 존스 - 배스케즈 역
- 노아 멍크 - 학생 역
- 레이철 스털링 - 식물학자 역
- 델라니 해밀턴 - 소녀 역
- 카를로스 고메즈 - 구조 슈퍼바이저 역
- 조지 샤퍼슨 - 구조원 역
- 루에넬 - 리디아 역
- 크리스티나 칼리시 - 선생님 역
- 조 단제리오 - ABC 뉴스 제작자 역
- 샨다 로렌트 - 버스 운전사 역
- 케리 케니 - 핸콕 역
- 스테파니 벤디토 - KNYT 리포터 역
- P.J. 마리노 - KNYT 사운드 테크 역
- 웨인 그레이스 - 은퇴한 광산 감독관 역
- 미키 지아코마찌 - 말라깽이 소방관 역
- 브리짓 셰갈리스 - 미니 메리 역
- 제임스 마틴 켈리 - 광산 안전 전문가 역
- 앤드류 칼드웰 - 젊은 구원자 역
- 브라이언 무어 - 조수 역
- 라첼 스터링 - 부비 식물학자 역
- 재키 존슨 - CCN 기상학자 역
- 레지노 몬테스 - 관리인 역
- 엘리엇 조 - 다니엘 역
- 조던 그린 - 꼬마 역
- 제랄도 리베라 - 제랄도 리베라 역
- 베벌리 폴신 - 노부인 역
- 도리 바튼 - 호로비츠 하우스 리포터 1 역
- 질리언 빅맨 - 기타. (여성) 뉴스 기자 역
- 마이클 조셉 카르 - BBC 리포터 역
- 다시 포워스 - 게스트 전문가 역
- 샬린 이 - 젊은 시위대 역
- 타이론 지오다노 - 아빠 역
- 루시 데이비스 - 환자 역

## 기타 제작진
- 총괄 제작: 트레버 엥글슨